# 현동중학교
현동중학교(縣東中學校)는 대한민국 경상북도 청송군 현동면 도평리에 있는 사립 중학교이다.

## 학교 연혁
- 1947년 3월 1일 : 현동고등공민학교 설립 인가
- 1957년 4월 1일 : 초대 이응봉 교장 취임
- 1972년 12월 4일 : 학교법인 현동학원 인가
- 1974년 12월 27일 : 현동중학교 인가(9학급)
- 1990년 6월 5일 : 본관 완공(총 12실)
- 2005년 12월 14일 : 강당 및 다목적교실 준공
- 2012년 9월 1일 : 농산어촌 전원학교 운영
- 2019년 7월 31일 : 체육관 준공
- 2021년 3월 1일 : 제5대 김양훈 교장 취임
- 2024년 1월 8일 : 제68회 졸업식(졸업생수 9명) 졸업생 총수 3,523명
- 2024년 3월 4일 : 2024학년도 신입생 입학(12명)

## 참고 자료
- 현동중학교 - 한국교육학술정보원 학교알리미